# Супа од парадајза
Парадајз супа је супа са парадајзом као примарним састојком. Може се служити топла или хладна, а може се правити на разне начине. Може бити глатке текстуре, а постоје и рецепти који садрже делове парадајза, крема, пилећег или биљног бујона, резанце, делове другог поврћа и ћуфте. Популарни преливи за супу од парадајза укључују павлаку или крутоне. У Сједињеним Државама супа се често послужује са крекерима, посутим по супи и сендвичем са грилованим сиром. Парадајз супа је једна од најпопуларнијих намирница у Пољској  и Сједињеним Државама. Може се направити свежа бланширањем парадајза, уклањањем љуске, а затим мешањем у пире.
Прво објављену супу од парадајза спомиње Елиза Лесли 1857. године у својој последњој публикацији Miss Leslie's New Cookery Book. Рецепт Јосефа А. Кембела за кондензовану супу од парадајза 1897. године додатно је повећао њену популарност.

## Припремљене сорте
Комерцијално припремљена парадајз супа је доступна у разним облицима, укључујући конзервиране, кондензоване и у облику дехидрираног праха. „Парадајз“ се сврстава у топ три укуса супе коју производи компанија Campbell Soup Company.

## Супа од парадајза у конзерви
Конзервирана парадајз супа првенствено је парадајз пире: то је парадајз паста и вода са неколико других састојака додатих за побољшање укуса и физичких својстава хране. Парадајз је храна са високим садржајем киселина, „парадајз се не сматра храном са високим ризиком, јер се рН плода углавном креће од 4,2–4,9 са просеком од око 4,5. Тако да је мало вероватно да ће патогени расти". Главна брига приликом конзервирања су анаеробни микроорганизми који производе токсине попут Clostridium botulinum. Иако је парадајз високо-киселинска храна, он и даље спада у опсег у којем овај организам може да расте и производи токсин уз оптималну температуру раста између 30–40 °C и максималну температуру од 50 °C. Чак и ако бактерије буду убијене, оне ослобађају споре отпорне на топлоту, које, ако почну да се множе, постају претња.

### Главни састојци и њихова функционалност
Главни састојак супе од парадајза је парадајз пире.
Структурни значај ћелијског зида за раст биљке и стабилност у процесу зрења подједнако је важан за квалитет производа од парадајза које може да произведе. Пектин и целулоза одређују привидну вискозност производа од парадајза. Ако су разбијени на вишим температурама, више ензима се деактивира него ако су разграђени на нижим температурама.
Кукурузни сируп са високим садржајем фруктозе понекад се додаје супи од парадајза како би био слађи. Он се састоји од глукозе и фруктозе у њиховом слободном облику моносахарида који не кристалише лако. Важан је у везивању воде, моносахараиди фруктозе и глукозе имају способност везивања за воду у производу. Везивање воде помаже у смањењу микробиолошког раста уклањањем доступне воде из производа, а такође може спречити раздвајање воде у производима попут сосова и супа.
Пшенично брашно састоји се од шест главних група, угљених хидрата, протеина, ензима, липида, минерала и витамина. Брашно се додаје супи од парадајза ради повећања вискозности. Скроб у брашну делује као средство за желирање и повећава вискозност производа. Када се грануле скроба које се налазе у брашну загреју у раствору, постају мање уређене и почињу да се желирају.

## Гаспачо
Гаспачо је супа од парадајза шпанског порекла, која се служи хладна. Потиче из регије Андалузија у јужној Шпанији. Гаспачо се широко конзумира у шпанској кухињи, као и у суседном Португалу. Гаспачо се углавном конзумира током летњих месеци, због освежавајућих квалитета и хладне температуре сервирања. Постоје многе варијације ове супе.

## Прилози
Парадајз супа се често служи са сендвичем са грилованим сиром, тостом или енглеским кифлицама. 